# Cultura della ceramica cardiale

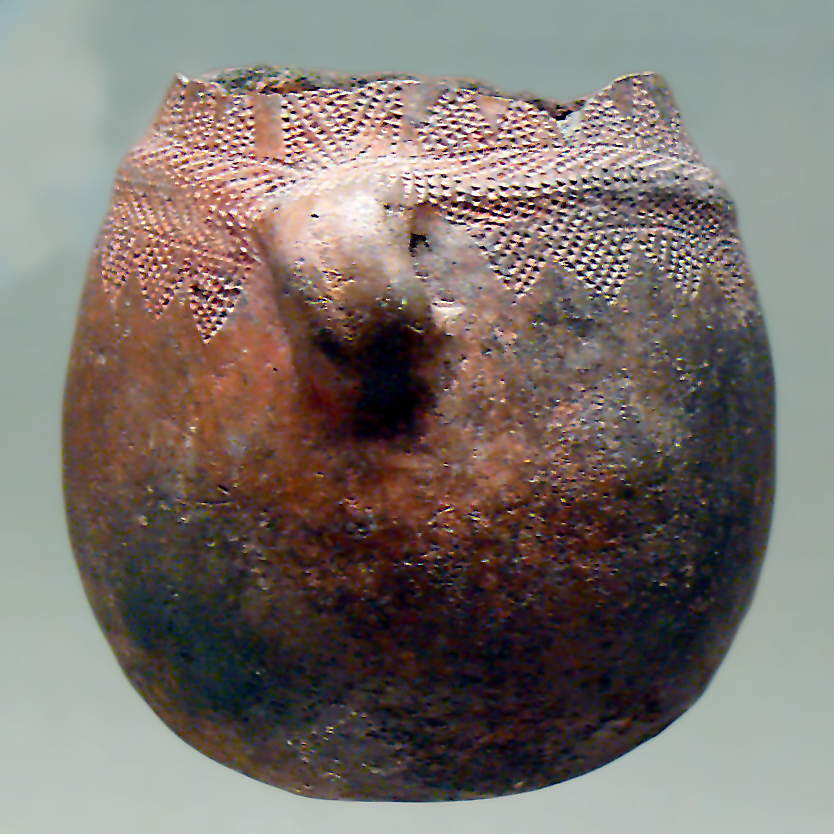
Vaso della "ceramica impressa" da La Sarsa (Valencia), in Spagna

La cultura della ceramica cardiale è una facies archeologica neolitica caratterizzata dallo stile della sua decorazione ceramica, ottenuta mediante l'impressione della conchiglia di un mollusco della famiglia Cardiidae (Cerastoderma edule o Cerastoderma glaucum). La sua diffusione fu prevalentemente nel bacino occidentale del Mediterraneo, dalle coste adriatiche dei Balcani a quelle del Portogallo e a sud fino al Marocco.
Nella sua evoluzione, le decorazioni impresse furono realizzate anche con altre tecniche: per questo motivo si parla anche di cultura della ceramica impressa. La cultura della ceramica impressa è molto più diffusa di quella cardiale, coprendo l'Italia fino alla costa ligure, ed è distinta da quella cardiale più occidentale, che si estende dalla Provenza al Portogallo occidentale. Tradizionalmente si pensa che nell'Europa preistorica la diffusione della cultura cardiale sia antecedente alla cultura detta "epi-cardiale", che comprende tutte le altre tecniche. Tuttavia, poiché le zone di diffusione e i tempi si sovrappongono, non è infrequente che siano considerate culture contemporanee.

## Diffusione

### Origine

Distribuzione approssimativa della ceramica cardiale (in verde)

L'espansione neolitica fra il VII e il V millennio a.C. Le frecce blu indicano la progressiva espansione della ceramica cardiale

I predecessori di questa cultura sono stati individuati sia in Tessaglia, prima della fioritura della cultura di Sesklo, sia in Libano presso Byblos.
Le sue tracce più antiche sono state individuate nell'Epiro e a Corfù, datate in un periodo tra il 6.400-6.200 a.C., in insediamenti in grotta, abitati da popolazioni che praticavano un'economia di caccia e raccolta, che della rivoluzione neolitica avevano acquisito esclusivamente l'uso della ceramica.
Nel corso del millennio venne integralmente adottato lo stile di vita neolitico, con l'adozione dell'agricoltura (cereali), dell'allevamento (capre, pecore e mucche) e della costruzione di villaggi: in questo periodo si diffuse la decorazione della ceramica cardiale vera e propria. Alla fine del millennio le tecniche ceramiche decaddero.

### Espansione
L'espansione avvenne attraverso spostamenti massicci di popolazioni dall'area egeica che soppiantarono o si amalgamarono con i cacciatori-raccoglitori occidentali. Nel corso del tempo le popolazioni appartenenti a questa cultura hanno dimostrato notevoli capacità marinare: infatti, oltre alla loro capacità di irradiarsi progressivamente sulle coste del Mediterraneo, sono stati rinvenuti resti di specie che possono essere pescate solo in mare aperto.
La prima espansione si ebbe verso l'Albania e la Dalmazia, e quindi verso la Puglia, partendo da Coppa Nevigata sulle coste del Gargano, e poi nelle altre aree dell'Italia meridionale e in Sicilia, da dove la cultura della ceramica cardiale si espanse verso il Lazio, la Toscana (Grotta dell'Orso a Sarteano, Cava Barbieri a Pienza), la Sardegna  la Corsica e la Liguria, fino a stabilire alcuni isolati insediamenti sulle coste provenzali; contemporaneamente queste popolazioni colonizzarono anche via terra l'Italia settentrionale.
Nel V millennio a.C. aveva raggiunto la Francia sudorientale e la Spagna orientale. Si espanse ancora verso nord lungo la valle del Rodano, e verso ovest lungo la valle dell'Ebro in Portogallo, con ogni probabilità seguendo rotte marittime. Ebbe influenza anche sul lento sviluppo delle prime culture neolitiche sulle coste atlantiche e alcuni monumenti megalitici dell'Europa nord-occidentale sono associati con resti archeologici che comprendono ceramica e altri manufatti di questa cultura.
Nei secoli successivi, le diverse culture mediterranee ebbero ciascuna proprie evoluzioni autonome, che nell'Europa occidentale sono generalmente etichettate come culture della ceramica epi-cardiale. Nell'Italia settentrionale si sviluppò a partire da questa la cultura del vaso a bocca quadra e nei Balcani si divisero il territorio le culture locali di Lesina, di Lisičići e di Butmir.

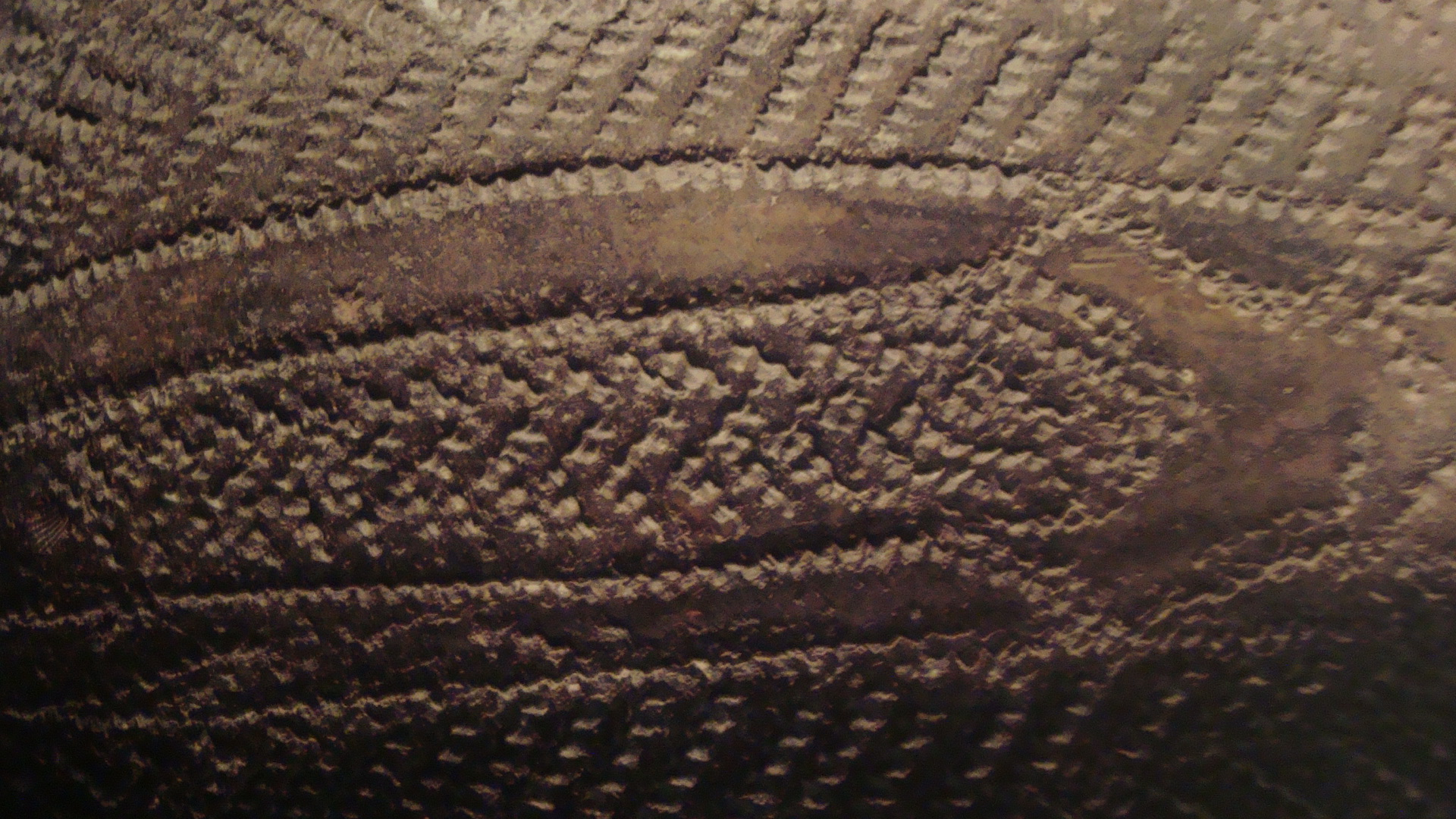
Particolare della decorazione

## Genetica
Da tempo ormai, i tradizionali metodi di indagine storico-archeologico, sono stati affiancati da metodi derivati dalla genetica, come lo studio del DNA antico, i cui risultati, confermano o meno, le risultanze prodotte dalle indagini tradizionali.
Dal punto di vista genetico, gli studi sembrano indicare che le popolazioni di questa cultura, siano associabili alla presenza dell'aplogruppo G e E, entrambi appartenenti agli aplogruppi del cromosoma Y, trasmissibile unicamente per via paterna.
Uno studio del 2014 sul DNA di popolazioni di agricoltori nel Vicino oriente risalenti al IX millennio a.C., sembra supportare l'ipotesi che questi abbiano colonizzato l'Europa seguendo rotte marittime, che toccarono prima Cipro e quindi le isole Egee.
Per Mathieson et al. (2018) sia i popoli della ceramica cardiale che quelli della ceramica lineare, derivavano da una singola migrazione di agricoltori dall'Anatolia ai Balcani, che poi si divise in due rami che si espansero rispettivamente verso ovest e verso nord.
Cinque individui sepolti in due siti collegati alla ceramica impressa nella Grotta Continenza a Trasacco e Ripabianca di Monterado ad Ancona, possono essere modellati come una miscela di circa il 5% di cacciatori-raccoglitori occidentali mesolitici (WHG) e circa il 95% di primi agricoltori europei (EEF), discendenti dagli agricoltori anatolici. I cardiali iberici avevano una notevole discendenza dai cacciatori-raccoglitori occidentali.
Le popolazioni moderne che risultano più affini alle popolazioni della ceramica cardiale sono i baschi e i sardi. Secondo uno studio del 2020 le genti nuragiche erano geneticamente affini alle popolazioni della cosiddetta Europa Antica, ossia l'Europa neolitica prima dell'arrivo dei pastori nomadi protoindoeuropei dalla steppa pontico-caspica; il genoma nuragico derivava all'incirca all'83% da quello dei primi agricoltori neolitici europei (EEF) e al 17% dai cacciatori-raccoglitori occidentali mesolitici (WHG). Si ritiene che geneticamente discendessero, in gran parte, dai portatori della cultura della ceramica cardiale.

## Galleria d'immagini
Esempi di impressione nella decorazione della ceramica cardiale (da Josep Corominas, Prehistoria de Montserrat, Barcellona 1925).

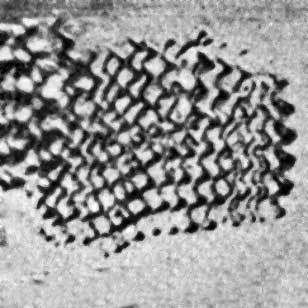
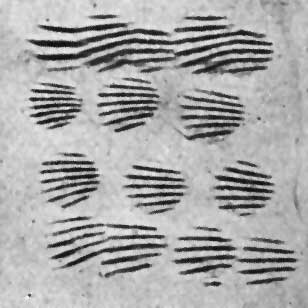
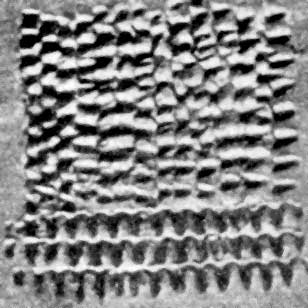
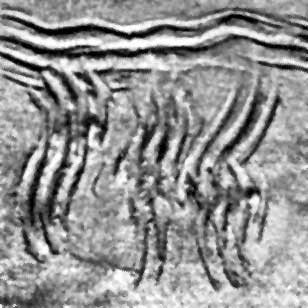